# Ilijas Pašić
Ilijas Pašić (10 de maig de 1934 - 2 de febrer de 2015) fou un futbolista montenegrí de la dècada de 1950 i entrenador.
Fou 8 cops internacional amb la selecció iugoslava. Defensà els colors de FK Željezničar i Dinamo de Zagreb.
Un cop retirat fou un destacat entrenador.

## Palmarès
Željezničar Sarajevo
- Segona divisió iugoslava (Zona II): 1956-57

Dinamo Zagreb
- Copa iugoslava de futbol: 1959-60, 1962-63

NK Rijeka (entrenador)
- Segona divisió iugoslava: 1970-71